# Louise Lara
 (avril 2012).
Si vous disposez d'ouvrages ou d'articles de référence ou si vous connaissez des sites web de qualité traitant du thème abordé ici, merci de compléter l'article en donnant les références utiles à sa vérifiabilité et en les liant à la section « Notes et références ».
Pour les articles homonymes, voir Lara.
Louise Larapidie-Delisle dite Louise Lara, née le 22 juillet 1876 à Château-Thierry (Aisne) et morte le 9 mai 1952 à Paris, est une actrice de théâtre et de cinéma française.

## Biographie
Fille naturelle d'une chorégraphe parisienne, elle débute en 1889 avec Sarah Bernhardt, avant d'être engagée en 1895 au théâtre de l'Odéon. Elle se produit également  au théâtre de l'Œuvre puis aux Escholiers avant de devenir sociétaire de la Comédie-Française.
Premier prix de comédie au Conservatoire de Paris, elle est engagée à la Comédie-Française en 1896, avant d'en devenir la 334e sociétaire en 1899. Elle la quitte en 1919, renvoyée car considérée comme une « bolchevique en art ».
Elle est notamment connue pour avoir créé le personnage, scandaleux en 1903, de Germaine Lechat dans la pièce Les affaires sont les affaires d'Octave Mirbeau.
Dès 1911, Louise Lara et son mari, l'architecte Édouard Autant, animent la compagnie Art et Liberté avant de fonder en 1919 le Laboratoire de théâtre Art et Action, « pour l'affirmation et la défense d'œuvres modernes », qu'ils animent jusqu'en 1939.
Durant la Première Guerre mondiale, Louise Lara affiche publiquement ses positions pacifistes et refuse de s'associer aux manifestations chauvines.
Louise Lara meurt le 9 mai 1952 en son domicile dans le 9e arrondissement de Paris, et, est inhumé au cimetière de Montmartre (26e division).
Louise Lara et Édouard Autant sont les parents du cinéaste Claude Autant-Lara (1901-2000).

## Théâtre

### Hors Comédie-Française
Izeyl  d'Armand Sylvestre & Eugène Morand (rôle de la deuxième Princesse), 24 janvier 1894, Théâtre de la Renaissance
Babylone de Joséphin Peladan (rôle de Samsina), 21 et 28 mai 1894, Théâtre de l'Ambigu.
La Gardienne de Henri de Régnier (rôle de La Gardienne), 28 juin 1894, mise en scène de Lugné-Poe, Théâtre de l'Oeuvre
Le Volant de Judith Cladel, (rôle de Rachel), 28 mai 1895, mise en scène de Lugné-Poe, 
Crise conjugale, trois actes de Julien Berr  de Turique (rôle de Marie de Lançay), 27 octobre 1895, Théâtre de l'Odéon
Demi-sœurs, trois actes de Gaston Dévore (rôle de Blanche de Récourt), 2 Juin 1896, Cercle des Escholiers
Liluli de Romain Rolland, mise en scène de Louise Lara, Art et Action, 1922
Le feu, drame en 10 tableaux de Henri Barbusse, mise en scène  Louise Lara, Art et Action, 1924

### Comédie-Française
Entrée en 1896
Nommée 334e sociétaire en 1899
Départ en 1919
- 1896 : Le monde où l'on s'ennuie d'Édouard Pailleron : Suzanne de Villiers
- 1899 : Othello, de Jean Aicard d'après William Shakespeare : Desdémone
- 1899 : La Douceur de croire de Jacques Normand : Élisabeth
- 1899 : La Conscience de l'enfant de Gaston Devore : Germaine
- 1899 : Le Torrent de Maurice Donnay
- 1903 : Chérubin de Francis de Croisset : Chérubin
- 1901 : Phèdre de Jean Racine : Aricie
- 1901 : Les Plaideurs de Jean Racine : Isabelle
- 1902 : L'École des maris de Molière : Isabelle
- 1902 : Le Mariage de Figaro de Beaumarchais : Suzanne
- 1903 : Ruy Blas de Victor Hugo : la Reine
- 1903 : Les affaires sont les affaires d'Octave Mirbeau : Germaine Lechat
- 1904 : Hamlet de William Shakespeare, adaptation d'Alexandre Dumas et de Paul Meurice : Ophélie
- 1905 : La Conversion d'Alceste de Georges Courteline : Célimène
- 1905 : Shylock le Marchand de Venise d'Alfred de Vigny d'après William Shakespeare : Portia
- 1905 : Il était une bergère d'André Rivoire : la princesse
- 1906 : Les Mouettes de Paul Adam : Yvonne Kervil
- 1907 : Électre d'Alfred Poizat d'après Sophocle : Chrysothémis
- 1907 : La Maison d'argile d'Émile Fabre (reprise) : Valentine Rouchon
- 1907 : L'amour veille, de Robert de Flers et Gaston de Caillavet : Sophie Bernier
- 1909 : L'Honneur et l'Argent de François Ponsard : Lara
- 1910 : Boubouroche de Georges Courteline : Adèle
- 1910 : La Fleur merveilleuse de Miguel Zamacoïs : Griet Amstel
- 1910 : Les Erynnies, de Leconte de Lisle : Elektra
- 1911 : Dom Juan ou le Festin de pierre de Molière : Charlotte
- 1911 : Cher maître de Fernand Vandérem : Henriette Ducrest
- 1911 : Un jour de fête de Gabriel Faure : Marthe
- 1912 : Le Ménage de Molière de Maurice Donnay : Mademoiselle de Brie
- 1912 : Iphigénie à Aulis d'Euripide : un membre du chœur
- 1913 : Riquet à la houppe de Théodore de Banville d'après Charles Perrault : la princesse Rose
- 1913 : Yvonic de Paul Ferrier et Jeanne Ferrier : Yvonne
- 1913 : La Marche nuptiale d'Henry Bataille : Suzanne Lechatelier
- 1914 : L'Envolée, de Gaston Devore : Henriette
- 1914 : La Nouvelle idole, de François de Curel : Jeanne
- 1915 : Le Mariage de Figaro de Beaumarchais : Grippesoleil
- 1916 : On ne badine pas avec l'amour d'Alfred de Musset, mise en scène Louise Lara : Camille
- 1916 : Le Misanthrope de Molière : Eliante

## Filmographie
- 1911 : Camille Desmoulins d'Henri Pouctal : Lucile Desmoulins
- 1912 : Le Démon du foyer de Guy du Fresnay
- 1912 : Le Supplice d'une mère d'Adrien Caillard  et Henri Pouctal : Lucille
- 1913 : Danton d'Henri Pouctal
- 1913 : La Faute d'un père d'Henri Pouctal
- 1914 : Les Flambeaux d'Henri Pouctal d'après la pièce éponyme d'Henry Bataille (1912). Ressorti en 1917.
- 1923 : Faits divers de Claude Autant-Lara